# Seznam nizozemskih raziskovalcev
Seznam nizozemskih raziskovalcev.

## B
- Willem Barents

## C
- Jan Carstensz

## H
- Dirk Hartog
- Jacob van Heemskerk
- Cornelis de Houtman
- Frederick de Houtman

## J
- Willem Janszoon

## L
- Lancelot (Blondeel) (1498–1561)

## M
- Jan Jacobs May van Schellinkhout

## N
- Olivier van Noort

## R
- Jakob Roggeveen

## T
- Abel Tasman

## V
- Willem de Vlamingh